# Stammham, Altötting
Stammham là đô thị ở huyện Altötting bang Bayern nước Đức. Đô thị Stammham, Altötting có diện tích 5,67 km², dân số thời điểm ngày 31 tháng 12 năm 2006 là 1058 người. Stammham gần Marktl, nơi sinh của Giáo hoàng Benedetto.